# Maison van 't Sestich
La Maison van 't Sestich, ou Maison 't Sestich (Huis van 't Sestich en néerlandais) est un édifice de style gothique situé à Louvain, dans la province du Brabant flamand en Belgique.
À partir de 1688, on y trouve le Collège Alticollense ou Collège de la Haute-Colline .

## Localisation
La Maison van 't Sestich se dresse au point culminant de la ville de Louvain, au numéro 69 de la rue de Namur (Naamsestraat), une rue importante du centre de Louvain le long de laquelle on trouve de nombreux monuments comme l'hôtel de ville, les halles universitaires, l'église Saint-Michel ou encore l'église Saint-Quentin.

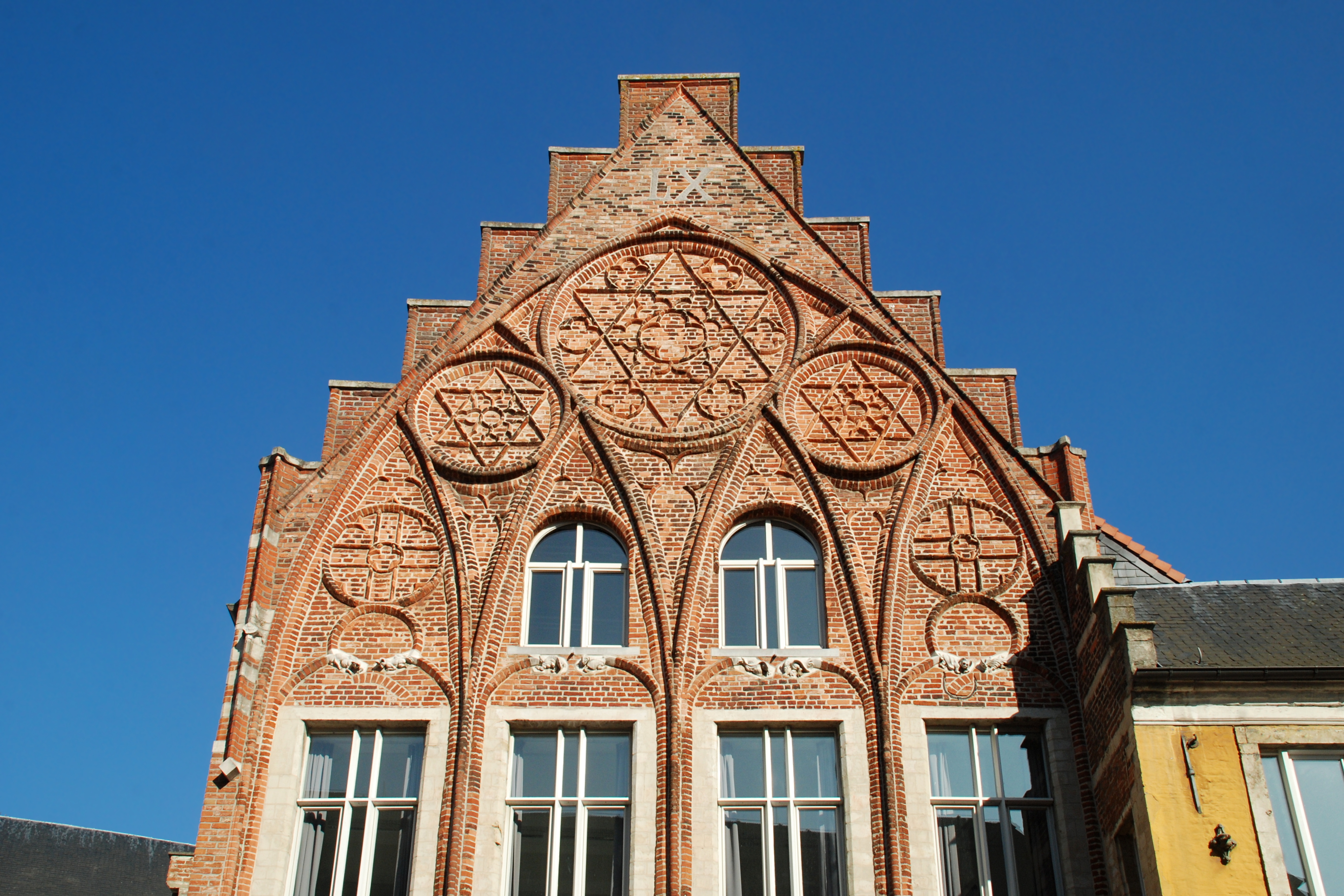
Le pignon gothique.

## Historique
La maison, appelée  initialement « De Spiegel » (le miroir), est construite vers 1375-1425. Propriété en un premier temps des familles nobles Van Nethenen et Van Cuyck, elle est acquise entre 1508 et 1518 par la famille van 't Sestich. Cette famille noble originaire de la petite ville de Sistig dans la région de l'Eifel (aujourd'hui en Allemagne) en reste propriétaire jusqu'en 1650,.
La propriété de la famille van 't Sestich est divisée en 1650 entre la famille Baelemans et Jacques Van Veen, qui y construit des annexes en 1661 et 1663.
Au décès de Jacques Van Veen en 1683, sa propriété (incluant la Maison van 't Sestich) est vendue à des religieux qui y transfèrent en 1686 le « Collège de la Haute-Colline » ou « Collegium Alticollense » de Cologne,,, un collège fondé en 1583 à Cologne et destiné à la formation des séminaristes catholiques de la république des Provinces-Unies des Pays-Bas, dont la formation était interdite aux Pays-Bas devenus protestants.
Le nom du « Collège de la Haute-Colline » (College van de Hoge Heuvel) de Louvain ne vient donc pas du fait qu'il se dresse au point culminant de la ville, mais vient du nom du « Collegium Alticollense » de Cologne qui se situait sur une colline de cette ville appelée « Hoher Hügel ».

## Classement et restauration
La Maison van 't Sestich fait l'objet d'un classement au titre des monuments historiques depuis le 25 mars 1938 et figure à l'inventaire du patrimoine immobilier de la Région flamande sous la référence 42156.
Elle a été restaurée en 1854 et en 1994.

## Architecture
La Maison van 't Sestich présente vers la rue de Namur une belle façade de style gothique qui frappe surtout par son remarquable pignon à redents, qui évoque celui de l'Abbaye de La Byloke à Gand.
Cette façade de quatre travées compte deux niveaux plus le pignon : seul le rez-de-chaussée possède un parement en pierre de taille, l'étage et le pignon étant édifiés en briques.
L'élan vertical de la façade lui est conféré par de fines colonnettes au profil trilobé, faites de pierre puis de briques, qui prennent appui sur le soubassement en pierre calcaire, s'élancent entre les fenêtres du rez et de l'étage pour se rejoindre et former au niveau du pignon quatre lancettes groupées par deux sous deux grandes ogives, elles-mêmes réunies sous un grand arc ogival.
Chacune des quatre lancettes est ornée dans sa partie haute d'un motif trilobé agrémenté de créatures fantastiques en pierre blanche et d'un oculus en brique dans lequel est inscrite une croix. Mais les deux oculi centraux ont été détruits et remplacés par des fenêtres qui semblent couronnées chacune d'un arc outrepassé, qui n'est en fait qu'un vestige de l'oculus.
Au-dessus des quatre lancettes prennent placent trois grands oculi ornés chacun d'une étoile de David et de motifs tréflés.
L'ensemble de cette façade est l'œuvre des prédécesseurs de la famille van 't Sestich, celle-ci s'étant contentée d'apposer son monogramme LX, au-dessus du grand arc ogival (un jeu de mots sur son nom de famille, « zestig » voulant dire soixante en néerlandais bien que, rappelons-le, cette famille tire en fait son nom de la ville allemande de Sistig) et d'ajouter une encadrement en pierre calcaire autour des fenêtres.
|  |  |  |